# Tigranella vieui
Tigranella vieui là một loài bọ cánh cứng trong họ Cerambycidae.